# Caelopygus melanocephalus
Caelopygus melanocephalus is een hooiwagen uit de familie Gonyleptidae. De wetenschappelijke naam van Caelopygus melanocephalus gaat terug op C.L. Koch, in Hahn & C.L. Koch.